# Jan Caudron
Jan Caudron (Anderlecht, 13 januari 1937 – Erpe-Mere, 27 mei 2023) was een Belgisch politicus voor de Volksunie.

## Levensloop
Caudron volgde klassieke humaniora aan het Jezuïetencollege in Aalst. Vervolgens behaalde hij de diploma's van licentiaat Lichamelijke Opvoeding en gegradueerde in de Kinesitherapie aan de Katholieke Universiteit Leuven. Hij werd beroepshalve voor enkele maanden sportleraar en daarna was hij wetenschappelijk medewerker in een farmaceutisch bedrijf.
In 1956 sloot hij zich als propagandist aan bij de Volksunie en de Vlaamse Volksbeweging. Caudron zetelde vele jaren in het partijbestuur van de Volksunie en was ook een van 1996 tot 2000 provinciaal voorzitter van de partij in Oost-Vlaanderen. In oktober 1964 werd hij voor de partij verkozen tot gemeenteraadslid van Aalst, wat hij bleef tot in 1990. In 1977 was hij er enkele maanden schepen van Onderwijs, Cultuur en Toerisme en daarna nam hij ontslag om voltijds parlementslid te worden. Tevens was hij van 1965 tot 1974 provincieraadslid van Oost-Vlaanderen.
Hij zetelde van 17 april 1977 tot 20 mei 1995 voor het arrondissement Aalst in de Belgische Kamer van volksvertegenwoordigers. Van 1984 tot 1985 was hij een van de quaestoren in de Kamer. Daarnaast zetelde Caudron in de Kamercommissies Cultuur (1977-1978), Volksgezondheid en Leefmilieu (1977-1978 en 1981-1993), Middenstand (1979) en Landbouw en Middenstand (1992-1993). 
In de periode mei 1977-oktober 1980 zetelde hij als gevolg van het toen bestaande dubbelmandaat ook in de Cultuurraad voor de Nederlandse Cultuurgemeenschap, die op 7 december 1971 werd geïnstalleerd. Vanaf 21 oktober 1980 tot mei 1995 was hij lid van de Vlaamse Raad, de opvolger van de Cultuurraad en de voorloper van het huidige Vlaams Parlement. In de Cultuurraad zetelde Caudron van 1979 tot 1980 in de commissie Taalwetgeving en Taalbescherming, in de Vlaamse Raad van 1980 tot 1985 in de commissie Gezondheidsbeleid, van 1985 tot 1989 in de commissie Sport, van 1989 tot 1991 in de commissie Leefmilieu en Natuurinrichting en van 1992 tot 1995 in de commissie Huisvesting, Ruimtelijke Ordening en Landinrichting. Als parlementslid ging zijn aandacht vooral uit naar de thema's volksgezondheid, leefmilieu, huisvesting, ruimtelijke ordening en sportbeleid.
In 1990 nam hij ontslag uit de gemeenteraad van Aalst omdat hij naar Erpe-Mere verhuisde. Van 1995 tot 2000 zetelde hij daar ook als gemeenteraadslid en was hij eveneens fractieleider van zijn partij. Nadat de Volksunie uiteenviel, werd hij in 2001 lid van de N-VA. Hij werd lid van het partijbestuur en de partijraad. In 2015 beëindigde hij op 78-jarige leeftijd zijn functies binnen de N-VA en verliet hij de politiek.
Caudron overleed op 27 mei 2023 op 86-jarige leeftijd.